# 黑文鸟
黑文鸟（学名：Lonchura stygia），是梅花雀科文鸟属的一种，分布于印度尼西亚和巴布亚新几内亚。该物种的保护状况被评为近危。
黑文鸟的平均体重约为11.2克。栖息地包括干燥的稀树草原、亚热带或热带的（低地）季节性湿润草原、耕地和湿地。